# Dino Rađa
Dino Rađa, född 24 april 1967 i Split, Kroatien (dåvarande Jugoslavien), är en kroatisk basketspelare som tog OS-silver 1988 i Seoul för Jugoslavien. Detta var fjärde gången i rad som Jugoslavien var med bland medaljörerna i herrbasketen vid olympiska spelen. Fyra år senare i Barcelona, då Kroatien deltog första gången som självständig nation, blev det silver igen.